# Nimrana

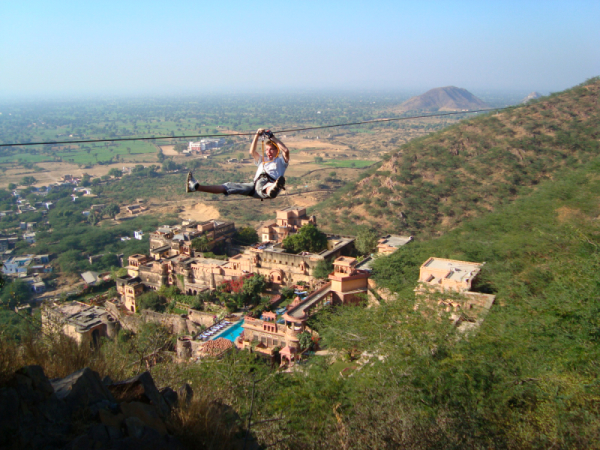
Neemrana

Nimrana o Neemrana fou un estat tributari protegit, thikana o nizamat feudatari d'Alwar, format per quatre trossos de territori separats amb 19 pobles i total superfície de 75 km². L'estat tenia una població el 1901 de 8.799 habitants la major part ahirs.
L'estat fou governat pels suposats descendents dels rages chauhans de Delhi, dels quals el més comegut fou Prithwi Raj. la ciutat de Nimrana hauria estat fundada el 1467 per Dup Raj Deo (sisè descendent de Rao Madan Pal, fundador de Mandawar vers 1170) del qual el raja Janak Singh, que governava en iniciar-se el segle XX (des de 1898), era el descendent 22è. El 1803 lord Lake va confiscar l'estat que llavors era feudatari d'Alwar i tenia tres parganes amb 36 pobles, en càstig perquè el raja va donar suport als marathes; l'estat fou cedit a Alwar; el 1815 la pargana de Nimrana i alguns pobles li foren restituïts al raja el qual va reclamar insistentement ser independent d'Alwar però de la investigació va resultar que l'estat original havia estat concedit per Alwar al segle XVIII amb un tribut de 8.648 rúpies que s'havien de pagar als marathes, i el 1868 es va establir oficialment la seva dependència feudal d'Alwar i es va fixar el tribut a aquest estat per trenta anys (1/8 dels ingressos o 3.000 rúpies); en acabar els trenta anys el tribut es va augmentar a 4.300 rúpies pels següents trenta anys; a més hi havia un impost de nazarana (successió) que es pagava a cada canvi de sobirà en una quantia depenent del parentiu amb l'antecessor.
La capital era Nimrana, avui una vila del Rajasthan al districte d'Alwar a 28° 00′ N, 76° 23′ E / 28.000°N,76.383°E a uns 50 km al nord d'Alwar (ciutat). El 1901 tenia 2.232 habitants.

## Llista de rages
- Rao Saheb Nonud Singh, vers 1820
- Raja Chandra Bhan
- Raja Prithwi Singh (fill)
- Raja Zalim Singh (fill)
- Raja BIijay Singh (germà)
- Raja Tehri Singh
- Raja Bghim Singh
- Raja Mukund Singh
- Raja Janak Singh 1898-1932
- Rao Saheb Umarao Singh 1932-1945,
- Raja Rajendra Singh 1945-1953